# Villers-Semeuse
Villers-Semeuse är en kommun i departementet Ardennes i regionen Grand Est (tidigare regionen Champagne-Ardenne) i nordöstra Frankrike. Kommunen ligger  i kantonen Villers-Semeuse som ligger i arrondissementet Charleville-Mézières. År 2022 hade Villers-Semeuse 3 628 invånare.

## Befolkningsutveckling
Antalet invånare i kommunen Villers-Semeuse
Referens: INSEE